# Agustín Durán

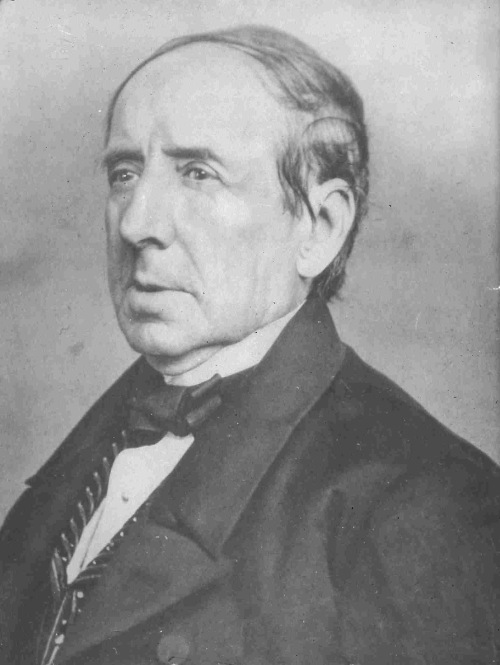
Agustín Durán

Agustín Francisco Gato Durán y de Vicente Yáñez (ur. 14 października 1789 w Madrycie, zm. 1 grudnia 1862 tamże) – hiszpański krytyk literacki. 
Za przykładem romantyzmu niemieckiego pierwszy w Hiszpanii obudził zainteresowanie dla sztuki ludowej, wydając Discurso sobre la decadencia del teatro español (1828, anonimowo) oraz Colección de romanceros y cancioneros (1828-32, 5 t., drugie wydanie całkowicie zmienione, 1849-51) i zbiór starohiszpańskich komedii Talia española (1834)